# Rebecca Downie
Pour les articles homonymes, voir Downie.
Rebecca Lauren Downie (ou Becky Downie) est une gymnaste britannique, née à Nottingham le 24 janvier 1992.

## Biographie
Elle commence la gymnastique artistique à l'âge de 7 ans, au club de gymnastique Bigwood. 
À 12 ans, elle participe aux championnats britanniques, puis à 13 ans elle fait sa première compétition internationale.

## Palmarès

### Jeux olympiques
- Pékin 2008 :
  - 12e au concours général individuel.
- Paris 2024 :
  - 4e au concours général par équipe.

### Championnats du monde
- Londres 2009 :
  - 16e au concours général individuel.
- Rotterdam 2010 :
  - 7e place au concours général par équipes.
- Glasgow 2015 :
  -  médaille de bronze au concours général par équipes.
- Stuttgart 2019 :
  -  médaille d'argent aux barres asymétriques.

### Championnats d'Europe
- Milan 2009 :
  - 11e au concours général individuel ;
  - 6e au saut de cheval ;
  - 6e au barres asymétriques.
- Birmingham 2010 :
  -  médaille d'argent au concours par équipes ;
  - 5e aux barres asymétriques.
- Sofia 2014 :
  -  médaille d'or aux barres asymétriques ;
  -  médaille d'argent au concours par équipes ;
  - 4e à la poutre.
- Montpellier 2015 :
  -  médaille d'argent aux barres asymétriques ;
  -  médaille d'argent à la poutre.
- Berne 2016 :
  -  médaille d'or aux barres asymétriques ;
  -  médaille d'argent au concours par équipes.
- Antalya 2023 :
  -  médaille d'or au concours par équipes ;
  -  médaille d'argent aux barres asymétriques.

### Jeux du Commonwealth
- Melbourne 2006 :
  -  médaille d'argent au concours par équipes ;
  -  médaille de bronze à la poutre.
- Glasgow 2014 :
  -  médaille d'or au concours par équipes ;
  -  médaille d'or aux barres asymétriques.

### Jeux européens
- Minsk 2019 :
  -  médaille d'argent aux barres asymétriques.

## Famille
Elle est la sœur de la gymnaste Elissa Downie.